# رودلف کاتسر
رودلف کاتسر (انگلیسی: Rudolf Katzer؛ 1888 – ۱ ژانویهٔ ۲۰۰۰) دوچرخه‌سوار اهل آلمان بود.
وی در مسابقات کشوری و بین‌المللی در مجموع برندهٔ ۱ مدال نقره شده‌است.